# Пономарёв, Сергей Михайлович
Сергей Михайлович Пономарёв (род. 5 апреля 1961, Алма-Ата, Казахская ССР, СССР) — казахстанский журналист, общественный деятель. Депутат Мажилиса Парламента Казахстана VIII созыва.

## Биография
В 1978—1980 годах работал бетонщиком-монтажником СМУ «Университетстрой» треста «Алма-Ата строй» в городе Алма-Ате, участвовал в строительстве Казахского государственного университета, Казахского театра драмы им. Ауэзова, кинотеатра «Байконур».
В 1980—1982 годах служил в Советской армии.
В 1983—1986 годах работал оператором множительных машин Республиканского радиотелецентра в Алма-Ате.
В 1988 году окончил Казахский государственный университет им. С. М. Кирова по специальности «Журналистика».
В 1986—1991 годах — редактор и ведущий на Казахском радио.
В 1991—1998 годах — корреспондент, ведущий новостей на телеканале КТК.
В 1998—2003 годах работал комментатором, ведущим новостей агентства «Хабар», параллельно сотрудничал с телеканалом НТВ (Россия).
В 2003—2006 годах руководил бюро «Первого канала» (Россия) по странам Центральной Азии в городе Алматы.
В 2007—2012 годах — советник президента Торгово-промышленной палаты Республики Казахстан по связям с общественностью.
В 2009—2011 годах вёл программу «Бармысың, бауырым» на телеканале «Хабар», в 2011—2014 годах — программу «Портрет недели» на телеканале КТК.
Депутат маслихата города Алматы VII созыва. В 2018—2021 был членом общественного совета города Алматы.
С 29 марта 2023 года — депутат Мажилиса Парламента Казахстана VIII созыва по партийному списку партии «Аманат», член Комитета по вопросам экологии и природопользованию.

## Награды
- Орден «Курмет»